# جيمي غريس
جيمي غريس (بالإنجليزية: Jamie Grace) هي مغنية وممثلة أمريكية، ولدت في 25 نوفمبر 1991 في لوس أنجلوس في الولايات المتحدة.

## وصلات خارجية
- الموقع الرسمي
- جيمي غريس على موقع IMDb (الإنجليزية)
- جيمي غريس على موقع ميوزك برينز (الإنجليزية)
- جيمي غريس على موقع أول ميوزيك (الإنجليزية)
- جيمي غريس على موقع ديسكوغز (الإنجليزية)
- جيمي غريس على موقع قاعدة بيانات الفيلم (الإنجليزية)